# Хресна хода у Хварі

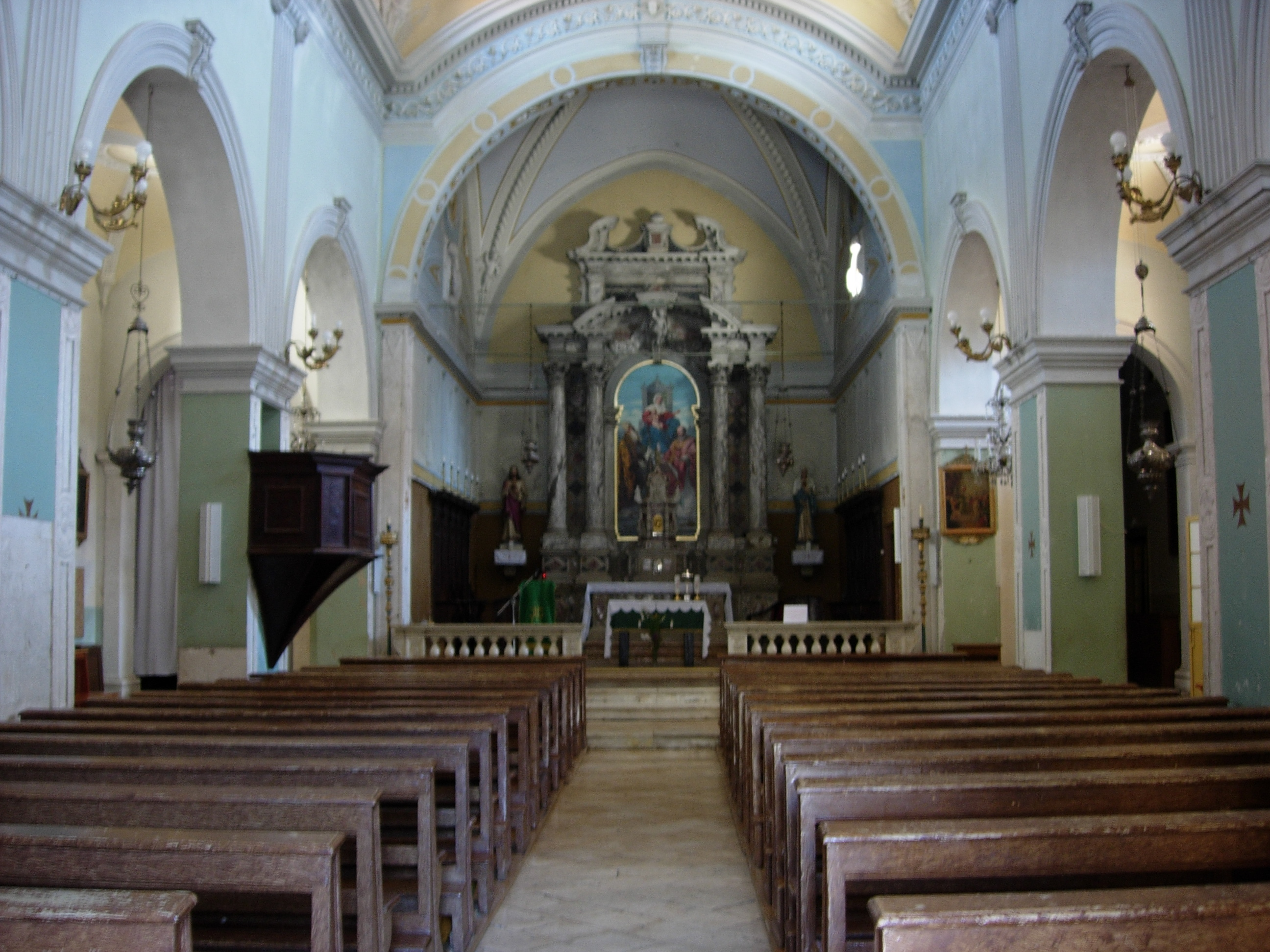
Вівтар храму Хвара, де зберігається розп'яття Святого Хреста

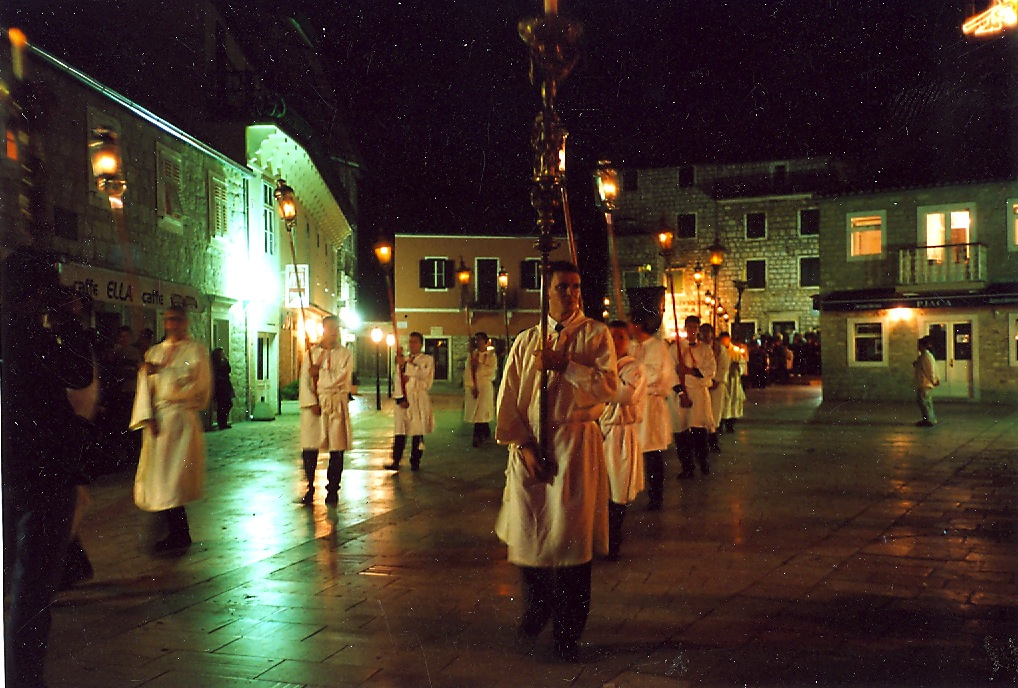
Хварська хода

Хресна хода у Хварі (хорв. Za križen) — назва традиційної нічної процесії, яка вже кілька століть організовується щочетверга на острові Хвар.
Хресний хід - це унікальний обряд особливого благочестя та вираження релігійно-культурної самобутності мешканців центральної частини острова Хвар, що триває протягом п’яти століть у безперервній послідовності. Він є виняткоимю як за своєю тривалістю (25 кілометрів проходить за 8 годин), так і за своїм пристрасним змістом, її готують та впроваджують братства або громади римо-католиків, історія та життя яких глибоко описані. Основою процесії є Плач Богоматері, пристрасний текст XV століття, який співають вибрані співаки, кантадури у формі музичного діалогу.

## Опис
Хресний хід щороку починається в 22 годині по шість ходів і стартують одночасно з шести парафіяльних церков острова, в місцях Врбань, Vrboska, Jelsa, Pitve, Vrisnik і Svirče. Кожна процесія обертається у тому великому колі, щоб повернутися до своєї початкової точки о 7 ранку.
Кожну процесію веде хрестоносець, що несе хрест. Роль хрестоносця означає надзвичайно високу честь на острові, тому він вже був визначений більше ніж на 20 років. Хрестоносець супроводжується помічником, двома супровідниками, які несуть великі свічники, двома співаками та кількома респондентами, які співають Плач Богоматері. Всі вони одягнені в офіційний одяг - білі братські туніки. Найбільша - ельзаська процесія, складається з більш як тисячі паломників. Єльзанська процесія має також особливий звичай, коли хрестоносець пробігає останні 100 метрів.
Пройшовши через кожне з 6 місць, охоплених процесією, учасники процесії виявляють відданість у кожній із церков по дорозі. Пастор у кожній із церков благословляє хрестоносця і заохочує його, а співаки співають Плач Богоматері і процесія триває. Процесії не зустрічаються; і щоб не зустрітися, вони ретельно координують рух кожної з процесій.
Під час подорожі паломники моляться та співають, а особливий вражаючий спів Плач Богоматері в первісному вигляді. Цікаво, що кожна хода співає її по-своєму. У Страсну п’ятницю ці 6 ходів відпоивають, кожен побожний полк відпочиває від напруженої ночі. Лише в другій половині дня місця оживають, коли місцеві жителі виїжджають брати участь у святі Страсного тижня.

## Історія процесії
Хресний хід супроводжується розп'яттям Святого Хреста, яке датується 1510 роком. Зберігається в соборі Хвара. За записами в архівах у 1510 р. Хрест зберігався в будинку Миколи Бевілаке. Під час суєти між людьми та вельможами 6 лютого 1510 р. Хрест закровавив. Потім починається інтенсивне поклоніння хресту в Хварі.
Перший письмовий запис процесії датується 16 лютого 1658 року.
У 2009 році традиція процесії Хресної ходи була зареєстрована ЮНЕСКО - в Списку нематеріальної культурної спадщини в Європі.